# Sin mirar atrás (canción)
«Sin Mirar Atrás» es una canción interpretada por la cantante y compositora colombiana Naela. Fue lanzado el lunes 13 de mayo de 2013 en su canal oficial en YouTube y en medios, e incluida en el segundo álbum de estudio de la intérprete, Imparable como segundo sencillo de este.

## Lanzamiento
«Sin Mirar Atrás» fue lanzado el lunes 13 de mayo de 2013 en las redes sociales de Naela como segundo sencillo de su segundo álbum de estudio, «Imparable».